# B-A Strömberg
Bengt-Arne (B-A) Strömberg, född 13 februari 1954 i Göteborg, död 27 november 2024 i Härlanda distrikt i Göteborg, var en svensk fotbollstränare som bland annat var huvudtränare för Gais (1993–1996) och IF Elfsborg (1999–2001). Med Elfsborg vann han Svenska cupen 2001. Innan han blev tränare hade han en spelarkarriär med begränsad framgång.

## Biografi
Bengt-Arne Strömberg föddes i Masthugget, men växte upp i Kyrkbyn på Hisingen. Hans far Stig Strömberg var mångårig tränare inom Gais ungdomssektion, så när Strömberg som nioåring själv började med organiserad fotboll föll det sig naturligt att välja Gais.

### Spelarkarriär
Strömberg var mycket lovande som junior i Gais. Han spelade oftast vänsterinner, och röstades 1970 fram som bästa spelare i Järlaträffen som räknades som inofficiellt pojk-SM vid denna tid. Konkurrensen i Gais A-lag var dock mycket tuff, med anfallsstjärnor som Hasse Johansson och Sten Pålsson. Strömberg fick dessutom problem med skador och nådde aldrig A-laget. Efter något år med skador och spel med Gais B-lag varvade han 1975 ner i IF Warta, där han blev spelmotor och lagkapten. Efter sju år i Warta gick han till Åmålklubben IF Viken innan han avslutade den aktiva karriären.

### Tränarkarriär
Efter att ha tränat flera mindre klubbar i Göteborgsområdet tog Strömberg 1993 över sin moderklubb Gais, som just hade ramlat ur Allsvenskan. Han ledde laget till allsvenskt kval 1995, där man dock föll mot IFK Norrköping. 1998 blev han assisterande tränare i IF Elfsborg, och under sommaren 1999 blev han befordrad till huvudtränare. Han ledde laget till en överraskande femteplats i Allsvenskan 2000 och till seger i Svenska cupen 2001. Under tiden i Elfsborg blev han känd för att göra en kullerbytta efter matchernas slutsignal.
Efter att ha sparkats från då allsvenska IFK Norrköping 2002 tränade han under tre år Floda BoIF i division 2. Efter detta sadlade han om helt och arbetade som långtradarchaufför.

## Meriter
- Vinnare av Svenska cupen med Elfsborg 2000/2001